# Џоханисберг (Калифорнија)
Џоханисберг (енгл. Johannesburg) насељено је место без административног статуса у америчкој савезној држави Калифорнија.

## Демографија
По попису из 2010. године број становника је 172, што је 4 (-2,3%) становника мање него 2000. године.
| Група             | 2000.       | 2010.       |
| Белци             | 157 (89,2%) | 146 (84,9%) |
| Афроамериканци    | 1 (0,6%)    | 2 (1,2%)    |
| Азијати           | 0 (0,0%)    | 8 (4,7%)    |
| Хиспаноамериканци | 10 (5,7%)   | 8 (4,7%)    |
| Укупно            | 176         | 172         |